# Схема (техніка)

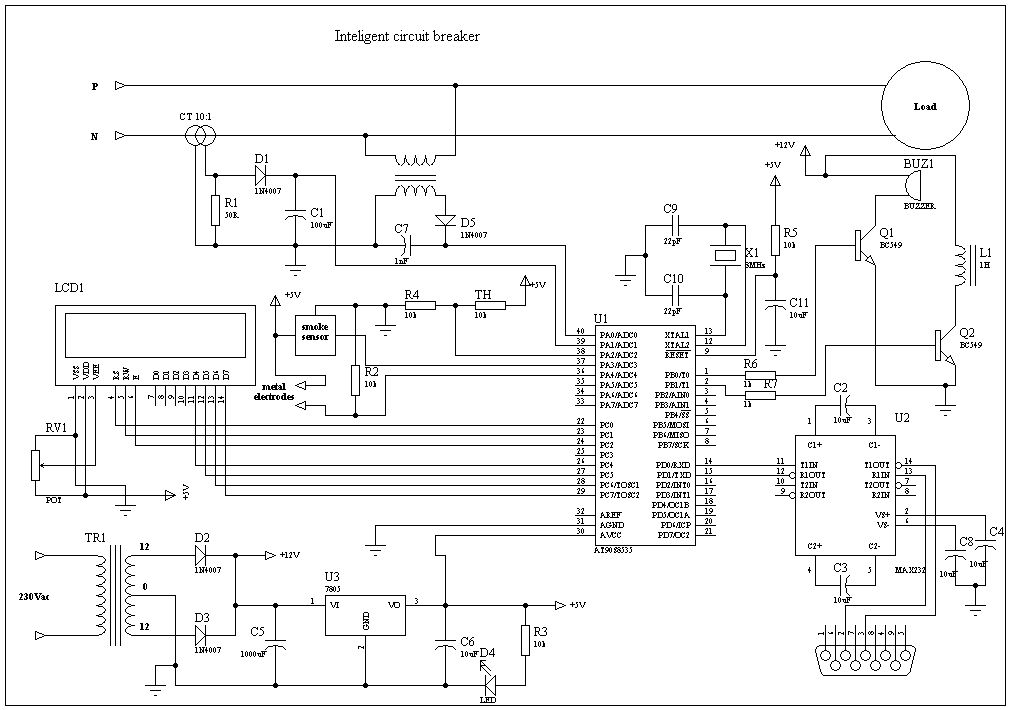
Принципова електрична схема інтелектуального вимикача (код Э3)

Принципова гідравлічна схема гідроприводу (код Г3)

Кінематична схема револьверної головки токарного верстата (код К3)

Схе́ма (грец. Σχήμα  — образ, вид)  — графічний конструкторський документ, на якому у вигляді умовних познак і зображень показані складові частини виробу, їх взаємне розташування і зв'язки між ними.
Схе́ма — кресленик, на якому застосовують графічні познаки, що вказують на призначеність складових частин системи та їх взаємозв'язки.

## Види схем
Схеми залежно від видів елементів і зв'язків, що входять до складу виробу (установки), поділяють на такі види:
- електричні;
- гідравлічні;
- пневматичні;
- газові (окрім пневматичних);
- кінематичні;
- вакуумні;
- оптичні;
- енергетичні;
- розділення;
- комбіновані.

Для виробу, до складу якого входять елементи різних видів, розробляють декілька схем відповідних видів одного типу, наприклад, схема електрична принципова і схема гідравлічна принципова або одну комбіновану схему, що містить елементи і зв'язки різних видів.
На схемі одного виду допускається зображувати елементи схем іншого виду, схеми цього виду, що безпосередньо впливають на роботу, а також елементи і пристрої, що не входять у виріб (установку), на який (яку) складають схему, але необхідні для роз'яснення принципів роботи виробу (установки).
Графічні позначення таких елементів і пристроїв відділяють на схемі штрих-пунктирними лініями, рівними за товщиною лініям зв'язку, і поміщають надписи, вказуючи в них місце розміщення цих елементів та необхідні дані.
Схему розділення виробу на складові частини виконують для обумовлення складу виробу.

## Типи схем
Схеми залежно від основного призначення поділяють на такі типи:
- структурні — схеми, що визначають основні функціональні частини виробу, їх призначення і взаємозв'язки;
- функціональні — схеми, що роз'яснюють певні процеси, що здійснюються в окремих функціональних колах виробу;
- принципові (повні) — схеми, що визначають повний склад елементів і зв'язків між ними і дають детальне уявлення про принципи роботи виробу;
- з'єднань (монтажні) — схеми, що показують з'єднання складових частин виробу і визначають типи проводів, кабелів і джгутів;
- підключення — схеми, що показують зовнішні підключення виробу (напр. електрична схема підключення);
- загальні — схеми, що визначають складові частини комплексу і з'єднання їх між собою;
- розташування — схеми, що визначають відносне розташування складових частин виробу;
- об'єднані — документи, на яких виконують схеми двох або декількох типів, випущених на один виріб.

Найменування типів схем, вказані в дужках, встановлюють для електричних схем енергетичних споруд.

## Складові частини схем
ГОСТ 2.701-84 визначає наступні складові частини схем:
- елемент схеми — складова частина схеми, яка не може бути розділена на частини, що мають самостійне значення (наприклад: мікросхема, резистор, трансформатор тощо);
- пристрій — сукупність елементів, що складають єдину конструкцію (блок, модуль). Пристрій може не мати певного функціонального призначення;
- функціональна група — сукупність елементів, що виконують певну функцію і не об'єднаних в єдину конструкцію;
- функціональна частина — елемент, пристрій або функціональна група, які мають строго визначене функціональне призначення;
- функціональний ланцюг — лінія, канал на схемі, що вказують на наявність зв'язку між функціональними частинами виробу;
- лінія взаємозв'язку — відрізок лінії на схемі, що вказує на наявність зв'язку між функціональними частинами виробу. Наприклад: лінія електричного зв'язку — лінія на схемі, що вказує шлях проходження електричного струму, сигналу тощо.

## Правила виконання схем
При проєктуванні схем слід дотримуватись правил, викладених у відповідних стандартах ЄСКД. В них встановлюються умовні графічні познаки (УГП) елементів схем, вимоги до зображення зв'язків між елементами, правила розташування певних технічних даних на УГП тощо.
Схеми виконуються на аркушах форматом, що визначається ГОСТ 2.301-68 або ДСТУ ISO 5457:2006, без дотримання масштабу. Дійсне просторове розташування складових частин виробу не враховується або враховується наближено. Умовні графічні познаки елементів та лінії зв'язку між ними виконують основною лінією, товщина якої коливається в межах від 0,2 до 1,0 мм.
Лінії зв'язку повинні складатися з горизонтальних і вертикальних відрізків і мати найменшу кількість зламів і взаємних перетинів. Допускається застосовувати похилі відрізки ліній зв'язку обмеженої довжини. Відстань між сусідніми паралельними лініями зв'язку повинна бути не меншою за 3 мм, між окремими УГП — не менше 2 мм, а між двома сусідніми лініями конкретної графічної познаки — не менше 1 мм. Допускаються обриви ліній зв'язку, які закінчуються стрілками з вказаннями місць підключення та (або) необхідних характеристик ланцюгів.
Пристрої, що мають самостійну принципову схему, виконують на схемах у вигляді прямокутника або іншої спрощеної плоскої фігури суцільною лінією (допускається зображати лінією удвічі товстішою за лінії зв'язку). Контури фігури, що позначає функціональну групу або пристрій, котрі не мають самостійної принципової схеми, виконують штрих-пунктирною лінією. Якщо в схемі таких пристроїв декілька і вони мають однакову принципову схему, допускається не повторювати схеми усіх цих пристроїв, крім одного, і зображати у вигляді прямокутника. На одній схемі рекомендується застосовувати не більше трьох типів ліній за товщиною.
Графічні позначення елементів і лінії зв'язку, що їх з'єднують слід розташовувати на схемі таким чином, щоб забезпечити найкраще уявлення про структуру виробу і про взаємодію його основних частин.
Схеми необхідно супроводжувати переліком елементів, який поміщають на першому аркуші схеми у вигляді таблиці, або виконують у вигляді самостійного документа. При виконанні переліку елементів на першому аркуші схеми його розташовують над основним написом на відстані від нього не меншій за 12 мм. При оформленні переліку елементів у вигляді самостійного документа його викреслюють на аркуші формату А4. При цьому основний напис виконують згідно ДСТУ ГОСТ 2.104:2006 (за формою 2 для першого аркушу і за формою 2а для наступних аркушів).
На схемах допускається поміщати різні технічні дані, характер яких визначається призначенням схеми. Їх вказують або біля графічних позначень, по можливості праворуч або зверху (наприклад, номінальні значення параметрів), або на вільному полі схеми, по можливості над основним написом (наприклад, діаграми, таблиці, текстові вказівки). Крім того, вони можуть бути розміщені всередині графічних позначень, над лініями зв'язку, у розриві ліній зв'язку, поруч з кінцями ліній зв'язку. На полі схеми над основним написом допускається поміщати необхідні технічні вказівки.

## Коди схем[6]
Найменування і код схем визначаються їх видом і типом. Найменування схеми комбінованої визначають комбінацією видів і типів схеми. Найменування схеми об'єднаної визначають видом схеми і об'єднаними типами схеми.
Код схеми повинен складатися з буквеної частини, що визначає вид схеми, і цифрової частині, що визначає тип схеми.
Види схем позначають буквами:
- електричні  — Э;
- гідравлічні  — Г;
- пневматичні  — П;
- газові (окрім пневматичних)  — X;
- кінематичні  — К;
- вакуумні  — В;
- оптичні  — Л;
- енергетичні  — Р;
- розділення  — Е;
- комбіновані  — С.

Типи схем позначають цифрами:
- структурні  — 1;
- функціональні  — 2;
- принципові (повні)  — 3;
- з'єднань (монтажні)  — 4;
- підключення  — 5;
- загальні  — 6;
- розташування  — 7;
- об'єднані  — 0;

Наприклад, схема електрична принципова  — Э3; схема гідравлічна з'єднань  — Г4; схема розділення структурна  — E1; схема електрогідравлічна принципова  — С3; схема електрогідропневмокінематична принципова — С3; схема електрична з'єднань і підключення  — Э0; схема гідравлічна структурна, принципова і з'єднань  — Г0. Приклади виконання окремих видів схем наведені на рисунках.

## Приклади
Схеми та різні типи діаграм у прикладах,
|  | - Схема маршрутів громадського транспорту, схематична мапа (тобто не намальована в масштабі, станції рівновіддалені, лінії намальовані під кутами в 45 і 90 градусів) - мапа густоти населення - Схема хімічного технологічного процесу - схема електричного кола для TTL лічильника, різновид скінченного автомата - Схема автомобільного мосту - Складальний кресленик для 3-вимірного технічного креслення |